# Megachile plesiosoma
Megachile plesiosoma là một loài Hymenoptera trong họ Megachilidae. Loài này được Cockerell mô tả khoa học năm 1935.